# Conrad Joseph Diepenbrock

Fotoporträt (um 1880) im Stadtarchiv Bocholt

Joseph Conrad Johannes Nepomuk Aloysius Diepenbrock (* 27. Juni 1808 in Bocholt; † 26. Juni 1884 in Limburg an der Lahn) war ein deutscher Revolutionär, preußischer Offizier und Schriftsteller, auch in niederdeutscher Sprache.

## Leben
Diepenbrock war der Sohn von Anton Diepenbrock, Salm’scher Hofkammerrat, und Franziska, geb. Kesting. Die Familie entstammte einem alten Bocholter Patriziergeschlecht. Conrad Joseph war der Jüngste seiner Geschwister und hatte drei Brüder, darunter Melchior von Diepenbrock (1798–1853), den späteren Fürstbischof von Breslau und Kardinal, sowie fünf Schwestern, unter ihnen Apollonia Diepenbrock (1799–1880), Krankenhausstifterin und Freundin von Clemens Brentano. Wie zuvor seine Geschwister wurde er am 28. Juni 1808 katholisch getauft. Seine Kindheit verbrachte Diepenbrock auf dem Familiengut Haus Horst in Holtwick.
1830 trat er in die preußische Armee ein. Am 14. Oktober 1833 nahm er als Leutnant vom 2. Bataillon des 13. Landwehr-Regiments seinen Abschied. Danach diente er in einem griechischen Regiment unter König Otto. Danach war er fünf Jahre lang in einem österreichischen Dragoner-Regiment unter General Radetzky u. a. in Italien.
1848 beteiligte er sich an der Revolution und gründete in Wiesbaden die Freie Zeitung, als deren Nachfolgerin sich die Wiesbadener Zeitung betrachtet und deren erste Nummer am 3. März 1848 erschien. Bereits Ende März 1848 schied Diepenbrock jedoch aus und wurde zu einer zweijährige Gefängnishaft verurteilt. Auch Diepenbrocks Mitherausgeber Dr. Möller wurde „ausgebootet“ (B. Stein); das Blatt nahm unter Julius Oppenheimer eine gemäßigtere Haltung ein und wurde 1851 in Mittelrheinische Zeitung umbenannt.
In Preußen wurde er im Herbst 1848 der Beteiligung am Frankfurter Attentat auf den Fürsten Lichnowsky während der Septemberunruhen verdächtigt.
An der Badischen Revolution von 1848/49 war er führend beteiligt und schloss sich den Revolutionstruppen unter Oberbefehl von General Ludwik Mierosławski an. Als Major gehörte er dem Freikorps Blenker an und war außerordentliches Mitglied der Militärkommission der provisorischen Regierung der Rheinpfalz. Ende Mai 1849 wurde er zum Stadtkommandanten von Speyer ernannt, später hatte er dieselbe Funktion in Neustadt an der Weinstraße, das zu Bayern gehörte. Beim Gefecht an der Ladenburger Brücke am 15. Juni 1849 gelang es einem Detachement unter seinem Kommando, die Brücke zu erobern, wodurch die Rückeroberung der von Preußen besetzten Stadt möglich wurde.
Nach der Niederwerfung der badischen Republik wurde er des Hochverrats angeklagt und flüchtete in die Schweiz. Gegen ihn und 76 weitere Beteiligte an der Revolution, darunter Ludwig Blenker, Germain Metternich, der Lehrer Johann Paulsackel, der Advokat Franz Zitz, der jüdische Religionslehrer aus Worms Abraham Adler, der Redakteur und Mitherausgeber der Mainzer Zeitung Ludwig Bamberger, wurde vor dem Assisenhof in Mainz, vorwiegend in Abwesenheit der Angeklagten, ein Massenprozess eröffnet. Letztlich wurde Conrad Joseph Diepenbrock in Bayern zum Tode verurteilt, in Hessen zu einer zehnjährigen Gefängnisstrafe.
1849 bis 1855 lebte er als Flüchtling in der Schweiz. 1855 schrieb er aus Kreuzlingen im Kanton Thurgau an Bettina von Arnim.
Nach seiner Amnestierung in Baden, Bayern, Hessen und Preußen kam er 1866 nach Wiesbaden. Im Oktober 1864 plante er die Herausgabe einer Zeitschrift Die freie Warte. Deutschem Leben, schöner Kunst und Literatur geweihtes Unterhaltungsblatt für Deutschland, Schweiz und Niederland in Stuttgart, die nach Angaben des Lexikographen Ernst Raßmann im Januar 1866 in Karlsruhe erschienen sein soll. Exemplare des Blatts sind bisher nicht nachweisbar.
1870 übersiedelte er nach Freiburg im Breisgau. 1884 starb er mittellos in einer Pflegeeinrichtung, vermutlich im Kloster Bethlehem, in Limburg an der Lahn.

## Werke
- Deutscher Mentor. Humoristischer Versuch einer Philosophie über den Umgang mit der Welt. K. Göpel, Stuttgart 1855 (Web-Ressource).
- Praktischer Reitunterricht für Schule und Feld. Schweighäuser, Basel 1855.
- Rosen und Dornen. Gedichte, Wigand, Leipzig 1857 (Web-Ressource).
- Plattdütsche Geschiedenissen un Döhnkes. Gemoedelyk vertellt, Wigand, Leipzig 1857.
- Ein deutscher Gil Blas oder das abenteuerliche Leben Friedrichs von Horst. Wigand, Leipzig 1857 (Web-Ressource).
- Geschichten und Sagen aus den Zeiten der Hansa. Wigand, Leipzig 1857.
- Launen und Erinnerung. Gedicht in acht Gesängen, Leipzig 1857.
- Frische Lieder. Tromsdorff Ilmenau (d. i. Erfurt) 1858.
- Keine Poesie ohne Prosa. Schauspiel in drei Aufzügen, Leske, Darmstadt 1859.
- Das Erbe der Braut. Originallustspiel in drei Aufzügen, Selbstverlag des Dichters, 1860.
- Bornholm. Geschichtlich-vaterländisches Drama in fünf Aufzügen, Selbstverlag, 1860.
- Huß. Sein Tod in Constanz. Geschichtliches Trauerspiel, 1. und 2. Aufl., Ceste, Darmstadt 1861.
- Constantinopels Fall. Geschichtliches Trauerspiel in vier Aufzügen (Ahnung, Kunst und Glück. – Das Wetterleuchten. – Das Gewitter. – Sturm, Verwüstung, Tod), Th. Thomas, Leipzig 1862.
- Germania. Einfältig Schau-, Lust- und Trauerspiel. Philosophisch und lyrisch in fünf Aufzügen. Mit einem Vorspiel im Himmel. Selbstverlag, in Commission bei Reinhold Baist, Frankfurt am Main 1863 (Web-Ressource).
- Deutschland. Ein Bild aus der Gegenwart. Mit einem Blick in die Zukunft. Schauspiel, H. L. Brönners, Frankfurt am Main 1868.
- Streiflichter über Zustände unserer schönwissenschaftlichen Literatur in der Gegenwart. Eine Vorlesung, Blanck’sche Buchdruckerei, Bergzabern 1869.
- Deutschlands Sieg und Herrlichkeit in staatlicher, sittlicher und sprachlicher Bedeutung. Patriotische Vorlesung, Herder, Freiburg im Breisgau 1870.

## Übersetzungen
- Hendrik Conscience: Die Qual der Zeit. Eine Geschichte unserer Tage. Aus dem Vlämischen übersetzt, Friedrich Pustet, Regensburg 1860 (Web-Ressource).
- August Snieders: Mütterchen Geerarts. Eine Erzählung aus dem flämischen Leben. (Band 1 von Abend und Morgen aus dem Flämischen Leben.) Aus dem Flämischen übersetzt, Georg Joseph Manz, Regensburg 1861 (Lesekranz Band 6.) (Web-Ressource).

## Mitarbeit in Periodika
- Westfälischer Anzeiger 1830–1844.
- Münchener Unterhaltungsblätter 1840–1849.
- Rheinische Blätter 1842–1849.
- Freie Zeitung, Wiesbaden, 1848.
- Süddeutsche Blätter für Kunst, Literatur und Wissenschaft, Mannheim, April 1858.
- Neue Jenaische Literaturzeitung 1860, S. 257.
- Fliegende Blätter, München, 1850.
- Freie Warte, Karlsruhe 1866 ff.